# Podnoszenie ciężarów na Igrzyskach Panamerykańskich 2019
Podnoszenie ciężarów na Igrzyskach Panamerykańskich 2019 odbywało się w dniach 27–30 lipca 2019 roku w Escuela Militar de Chorrillos w Limie. Stu dwudziestu trzech zawodników obojga płci rywalizowało łącznie w czternastu konkurencjach.
Podczas zawodów pobito łącznie osiemnaście rekordów igrzysk.

## Podsumowanie

### Klasyfikacja medalowa
| Klasyfikacja medalowa | Klasyfikacja medalowa | Klasyfikacja medalowa | Klasyfikacja medalowa | Klasyfikacja medalowa | Klasyfikacja medalowa |
| Miejsce               | państwo               | Złoto                 | Srebro                | Brąz                  | Razem                 |
| --------------------- | --------------------- | --------------------- | --------------------- | --------------------- | --------------------- |
| 1                     | Kolumbia              | 5                     | 4                     | 0                     | 9                     |
| 2                     | Stany Zjednoczone     | 2                     | 1                     | 2                     | 5                     |
| =                     | Wenezuela             | 2                     | 1                     | 2                     | 5                     |
| 4                     | Dominikana            | 1                     | 3                     | 2                     | 6                     |
| 5                     | Ekwador               | 1                     | 1                     | 4                     | 6                     |
| 6                     | Meksyk                | 1                     | 1                     | 3                     | 5                     |
| 7                     | Brazylia              | 1                     | 0                     | 0                     | 1                     |
| =                     | Chile                 | 1                     | 0                     | 0                     | 1                     |
| 9                     | Kanada                | 0                     | 1                     | 0                     | 1                     |
| =                     | Kuba                  | 0                     | 1                     | 0                     | 1                     |
| =                     | Gwatemala             | 0                     | 1                     | 0                     | 1                     |
| 12                    | Peru                  | 0                     | 0                     | 1                     | 1                     |
| Razem                 | Razem                 | 14                    | 14                    | 14                    | 42                    |

### Medaliści
| Konkurencja    | 1. miejsce            | 2. miejsce              | 3. miejsce          |           |
| Mężczyźni      | Mężczyźni             | Mężczyźni               | Mężczyźni           | Mężczyźni |
| -------------- | --------------------- | ----------------------- | ------------------- | --------- |
| do 61 kg       | Francisco Mosquera    | Jairo Serna             | Antonio Vasquez     |           |
| do 67 kg       | Jonathan Muñoz        | Edgar Pineda            | Luis David Bardalez |           |
| do 73 kg       | Julio Mayora          | Luis Javier Mosquera    | Julio Cedeño        |           |
| do 81 kg       | Brayan Rodallegas     | Zacarías Bonnat         | Harrison Maurus     |           |
| do 96 kg       | Jhonatan Rivas        | Boady Santavy           | Keydomar Vallenilla |           |
| do 109 kg      | Wesley Kitts          | Jesús González          | Jorge Arroyo        |           |
| powyżej 109 kg | Fernando Reis         | Luis Lauret             | Raúl Manríquez      |           |
| Kobiety        |                       |                         |                     |           |
| do 49 kg       | Beatriz Piron         | Ana Iris Segura         | Santa Cotes         |           |
| do 55 kg       | Génesis Rodríguez     | Yenny Sinisterra        | Ana López Ferrer    |           |
| do 59 kg       | Maria Lobon           | Maria Alexandra Escobar | Yusleidy Figueroa   |           |
| do 64 kg       | Mercedes Pérez        | Mattie Sasser           | Angie Palacios      |           |
| do 76 kg       | Neisi Dajomes         | Aremi Fuentes           | Katherine Nye       |           |
| do 87 kg       | María Fernanda Valdés | Crismery Santana        | Tamara Salazar      |           |
| powyżej 87 kg  | Sarah Robles          | Veronica Saladin        | Lissbeth Ayovi      |           |